# Phytomyza phillyreae
Phytomyza phillyreae este o specie de muște din genul Phytomyza, familia Agromyzidae, descrisă de Erich Martin Hering în anul 1930. Conform Catalogue of Life specia Phytomyza phillyreae nu are subspecii cunoscute.